# Надорожнів
Надоро́жнів — село в Україні, у Саранчуківській сільській громаді Тернопільського району Тернопільської області. До села приєднано хутір Діброва. До 2020 року у підпорядкуванні Мечищівській сільраді.
Населення — 368 осіб (2001). Дворів — 123.

## Географія
У селі є вулиці: Бережанська, Бічна, Весела, Миру, Садова, Сонячна та Центральна. У селі бере початок струмок Монастирський.

### Клімат
Для села характерний помірно континентальний клімат. Надорожнів розташований у «холодному Поділлі» — найхолоднішому регіоні Тернопільської області.
| Клімат Надорожньова       | Клімат Надорожньова | Клімат Надорожньова | Клімат Надорожньова | Клімат Надорожньова | Клімат Надорожньова | Клімат Надорожньова | Клімат Надорожньова | Клімат Надорожньова | Клімат Надорожньова | Клімат Надорожньова | Клімат Надорожньова | Клімат Надорожньова | Клімат Надорожньова |
| Показник                  | Січ.                | Лют.                | Бер.                | Квіт.               | Трав.               | Черв.               | Лип.                | Серп.               | Вер.                | Жовт.               | Лист.               | Груд.               | Рік                 |
| Середній максимум, °C     | −1,4                | 0,0                 | 4,9                 | 12,9                | 18,8                | 21,9                | 23,3                | 22,7                | 18,4                | 12,6                | 5,5                 | 0,6                 | 11                  |
| Середня температура, °C   | −4,4                | −2,9                | 1,3                 | 8,1                 | 13,5                | 16,6                | 18,0                | 17,3                | 13,4                | 8,1                 | 2,6                 | −1,9                | 7                   |
| Середній мінімум, °C      | −7,3                | −5,7                | −2,3                | 3,3                 | 8,2                 | 11,4                | 12,8                | 12,0                | 8,4                 | 3,7                 | −0,2                | −4,3                | 3                   |
| Норма опадів, мм          | 33                  | 32                  | 34                  | 51                  | 79                  | 93                  | 97                  | 73                  | 56                  | 39                  | 38                  | 41                  | 666                 |
| ------------------------- | ------------------- | ------------------- | ------------------- | ------------------- | ------------------- | ------------------- | ------------------- | ------------------- | ------------------- | ------------------- | ------------------- | ------------------- | ------------------- |
| Джерело: climate-data.org |                     |                     |                     |                     |                     |                     |                     |                     |                     |                     |                     |                     |                     |

## Історія
1847 року у Надорожневі нараховувалося 18 господарств.
Діяли «Просвіта» й інші товариства.
Під час Першої світової війни тут квартирувала турецька військова частина; за селом є турецький цвинтар. 
12 червня 2020 року, відповідно до Розпорядження Кабінету Міністрів України від  № 724-р «Про визначення адміністративних центрів та затвердження територій територіальних громад Тернопільської області», село увійшло до складу Саранчуківської сільської громади.
19 липня 2020 року, в результаті адміністративно-територіальної реформи та ліквідації Бережанського району, село увійшло до складу новоутвореного Тернопільського району.

## Політика

### Парламентські вибори, 2019
На позачергових парламентських виборах 2019 року у селі функціонувала окрема виборча дільниця № 610031, розташована у приміщенні народного дому.
Результати
- зареєстровано 252 виборці, явка 54,76%, найбільше голосів віддано за «Слугу народу» — 33,33%, за Всеукраїнське об'єднання «Батьківщина» — 18,84%, за «Європейську Солідарність», «Голос» і Радикальну партію Олега Ляшка — по 8,70%[6]. В одномандатному окрузі найбільше голосів отримав Володимир Кісілевич (Слуга народу) — 32,84%, за Івана Чайківського (самовисування) — 26,87%, за Петра Репелу (Всеукраїнське об'єднання «Батьківщина») — 13,43%[7].

## Пам'ятки
Є церква святих Апостолів Петра і Павла (1927, кам'яна).

## Соціальна сфера
Працюють ЗОШ 1 ступенів, клуб, бібліотека.

## Галерея

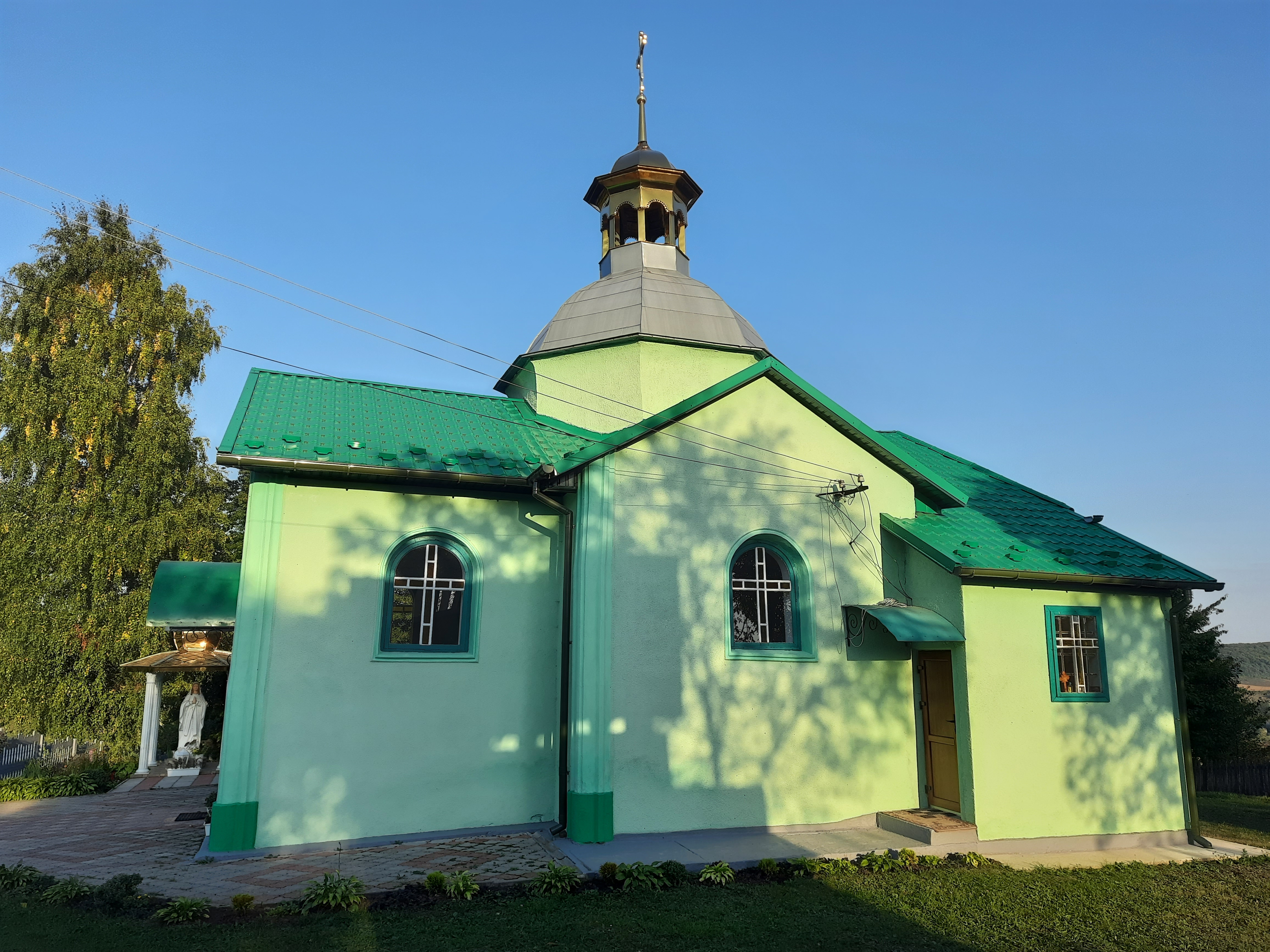
Церква Святих Апостолів Петра і Павла
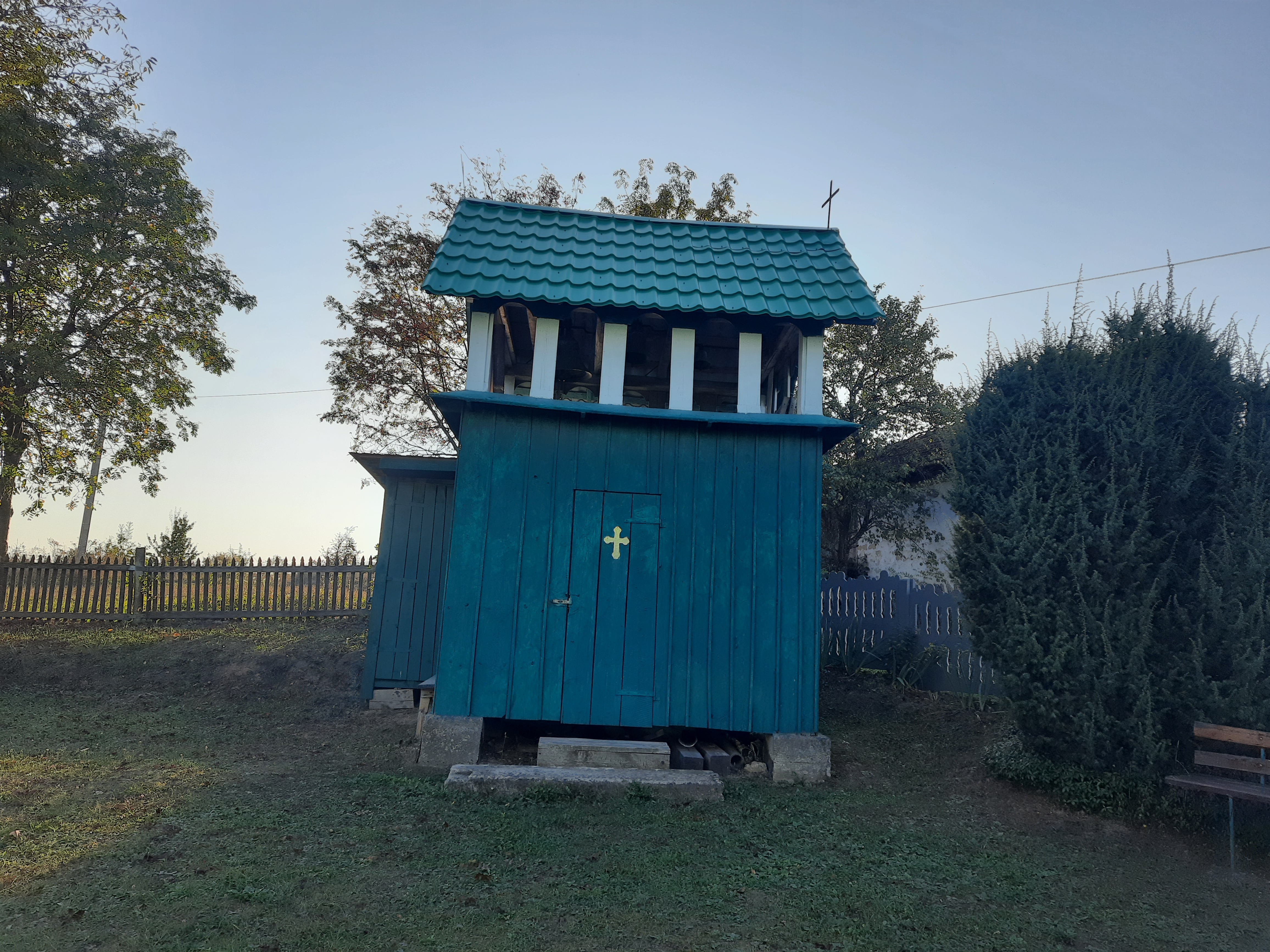
Церковна дзвіниця
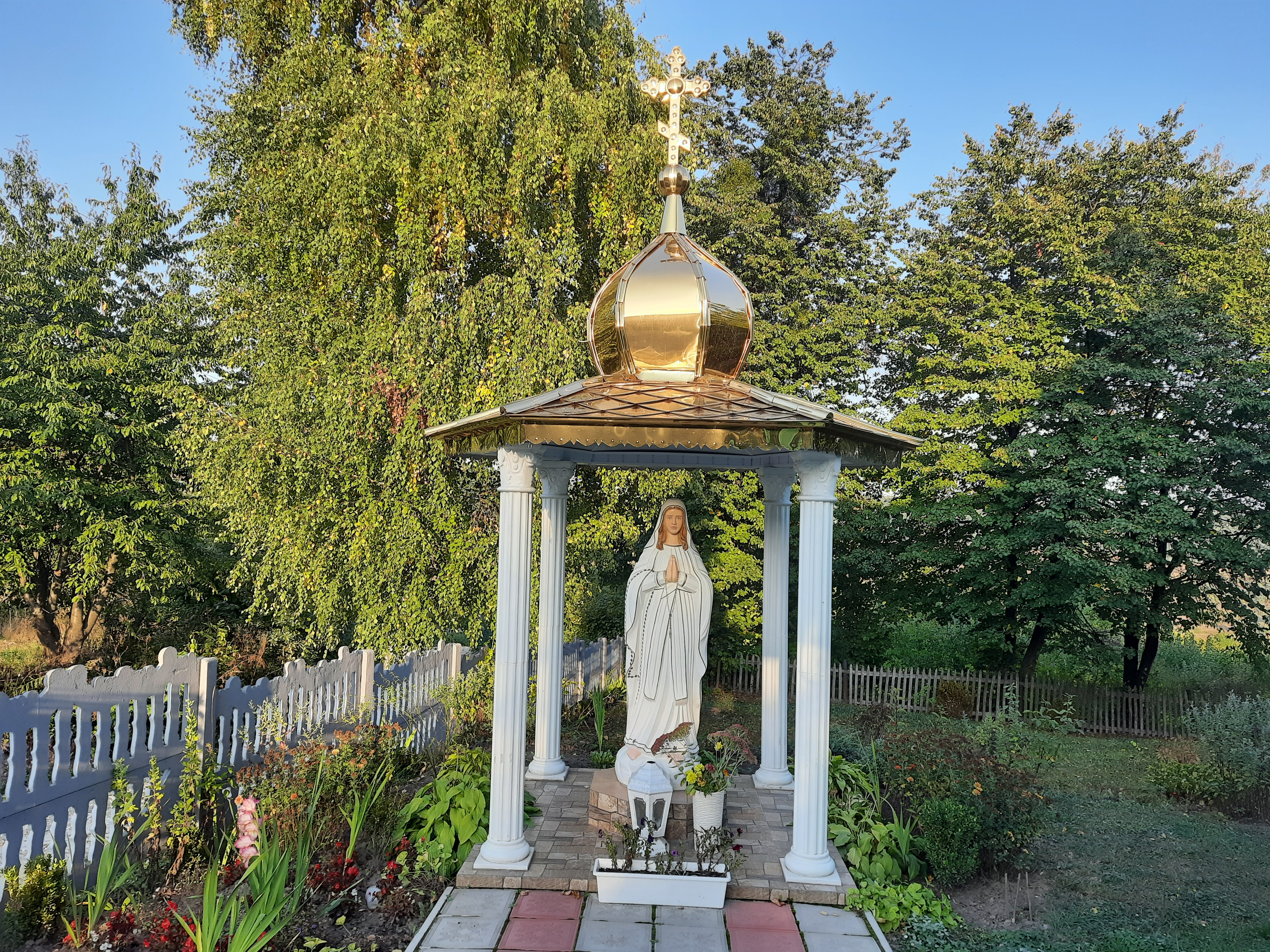
Статуя Божої Матері
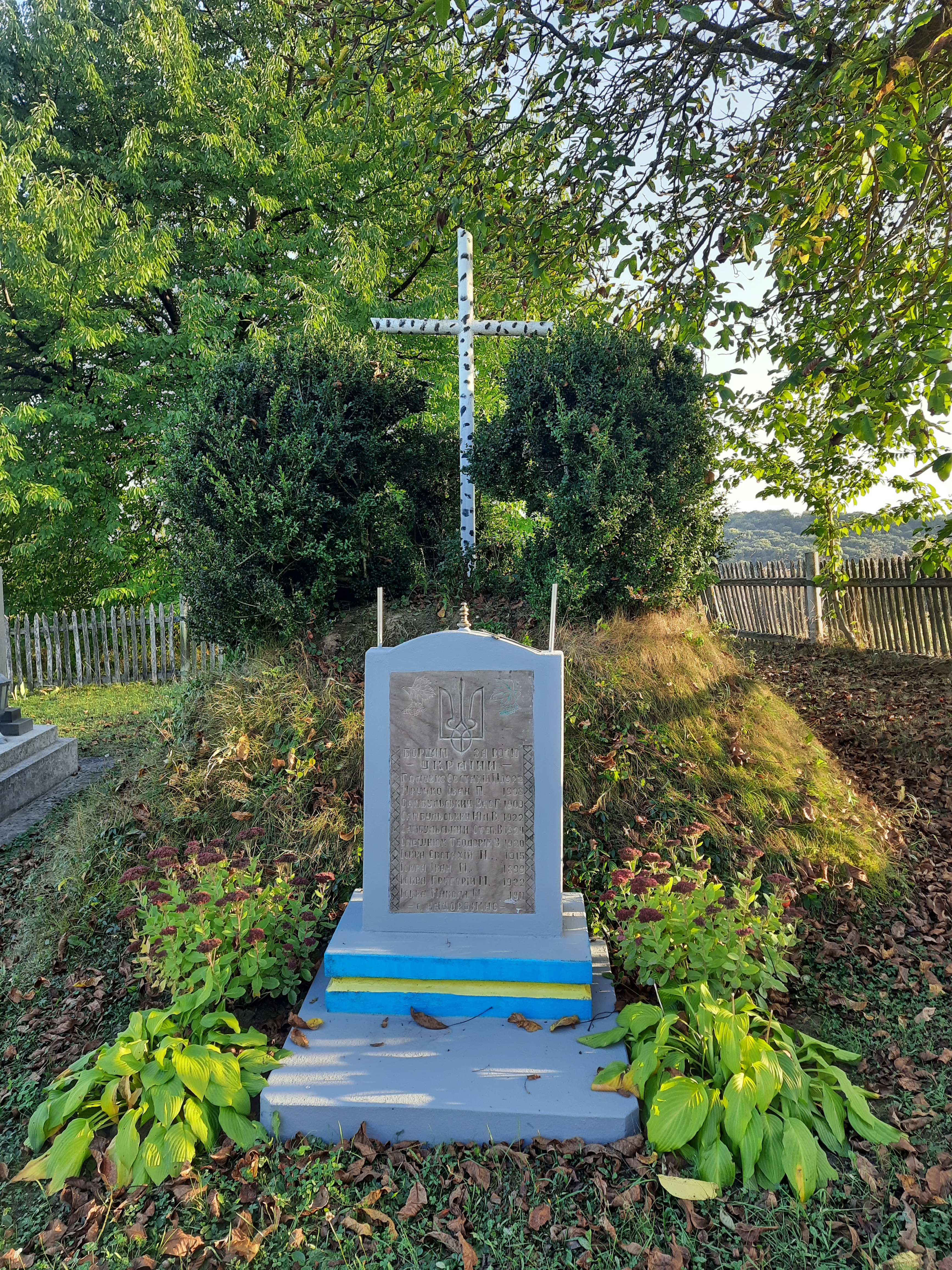
Символічна могила Борцям за волю України
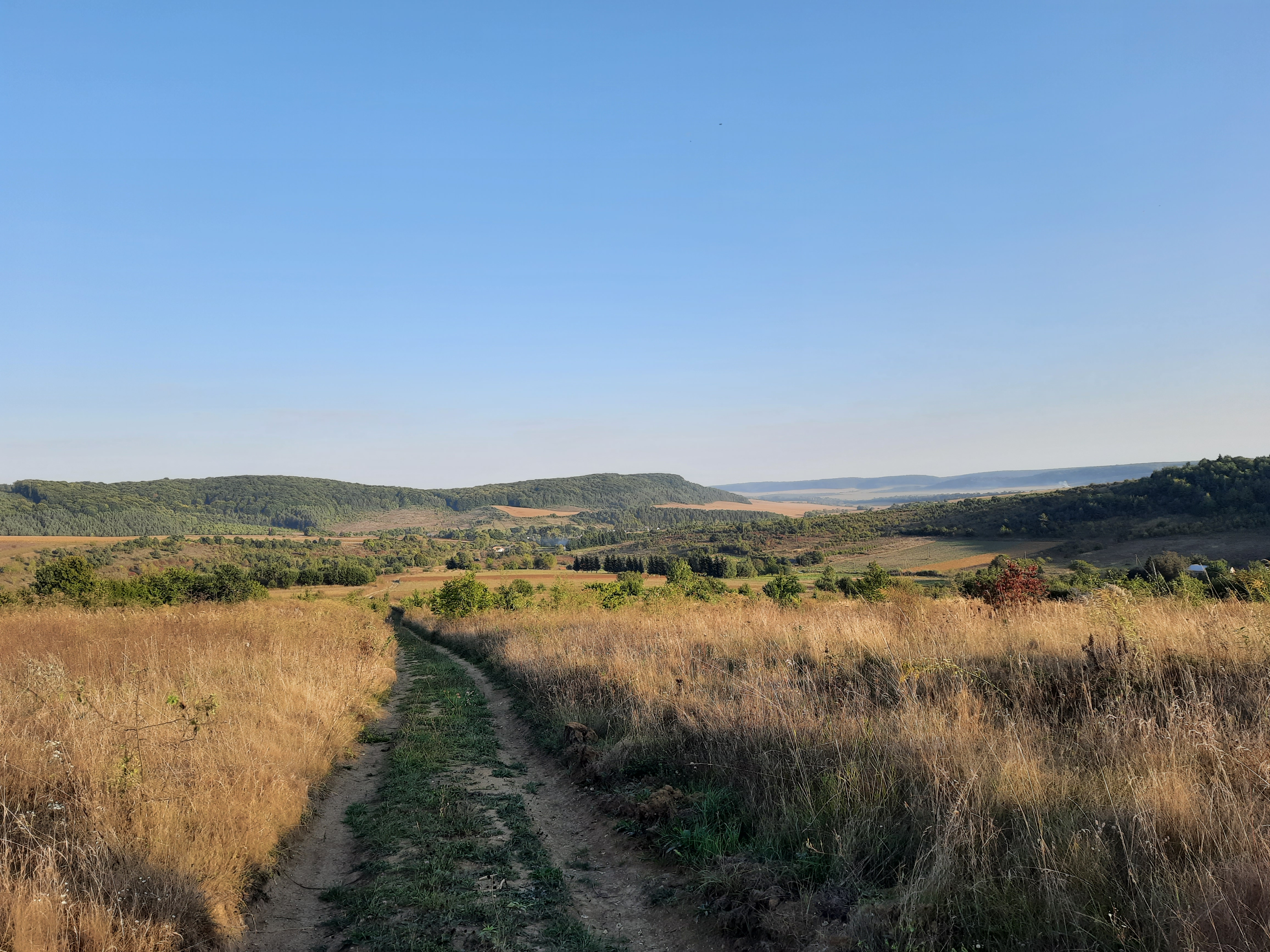
Краєвид біля села